# José Bonifácio de Andrada e Silva
Pour les articles homonymes, voir José Bonifácio, Bonifácio, José Silva (homonymie), Andrada et Silva.
 (janvier 2016).
Si vous disposez d'ouvrages ou d'articles de référence ou si vous connaissez des sites web de qualité traitant du thème abordé ici, merci de compléter l'article en donnant les références utiles à sa vérifiabilité et en les liant à la section « Notes et références ».
José Bonifácio de Andrada e Silva (Santos, SP, 13 juin 1763 - Niterói, 6 avril 1838), peut être francisé comme Joseph-Boniface Andrada, connu aussi comme le « Patriarche de l'Indépendance » fut un naturaliste, un homme d'État et un franc-maçon brésilien

## Biographie
Membre d'une famille aristocratique portugaise., il naquit à Santos, sur le littoral de la Capitainerie de São Paulo. En 1777, il déménagea vers la ville de São Paulo, où il suivit des cours de grammaire, de rhétorique, et de philosophie pour se préparer à l'entrée à l'université. En 1780, il s'installa au Portugal pour suivre à l'Université de Coïmbre les cours de philosophie naturelle, de droit canon obtenant les diplômes en 1787 e en 1788.
Au XVIIIe siècle, l’exploitation des mines vit une grande augmentation due à la révolution industrielle. José Bonifácio se spécialisa en « minéralogie et mines » et fut reçu comme membre de l'Académie royale des sciences de Lisbonne, où il atteignit la fonction de secrétaire perpétuel (1812).
Entre  1790 et 1800, il voyagea en Europe comme boursier (naturaliste et minéralogiste) de la Couronne et fréquenta les cours et académies en Allemagne, Belgique, France, Hollande, Italie, Hongrie, entre autres. Revenant au Portugal, il occupa la chaire de métallurgie, crée pour lui à l'Université de Coimbre (1801). Il fut ensuite nommé Intendant Général des Mines et Métaux du Royaume par la lettre royale du 18 mai 1801. Il occupa aussi d'autres fonctions au Portugal comme celles de membre du Tribunal des Mines, administrateur des anciennes mines de charbon de Buarcos, directeur du Laboratoire Royal de l'Hôtel des Monnaies.
À l'époque de la Guerre d'Espagne, il s'enrôla dans l'armée portugaise et combattit les troupes de Napoléon Bonaparte arrivant au grade de lieutenant-colonel.
De retour au Brésil en 1819, il fut un des hommes de confiance du prince-régent  Pierre d'Alcântara, et un des artisans de l'indépendance. Il fut vice-président de la junte de gouvernement de São Paulo (1821).
À la déclaration d'indépendance du Brésil, il fut nommé ministre de l'intérieur et des affaires étrangères. Élu aussi député à l'assemblée constituante, ses idées libérales provoquèrent sa démission du cabinet en juillet  1823, et sa détention, après la dissolution de l’assemblée par l'empereur en novembre de la même année.
Exilé en France en 1823, il vécut en exil près de Bordeaux jusqu'à ce qu'il put retourner au Brésil en 1829. Avec l'abdication de Pierre Ier en 1831, il fut nommé tuteur de son fils, le futur Pierre II. De nouveau détenu en 1833, par le régent Diogo Antônio Feijó, qui le démit de ses fonctions sous l'accusation de conspirer pour le retour de Pierre Ier. Il abandonna la vie politique et passa le reste de ses jours sur l'île de Paqueta dans la baie de Guanabara.
Il a fondé l’une des dynasties politiques les plus puissances du Brésil. En deux cents ans, la famille compte seize députés et sénateurs, huit ministres, deux juges à la Cour suprême, et un grand nombre de maires et de conseillers municipaux à Barbacena, son fief.

## Œuvres
- 1814-1815 - Memória minerográfica da serra que decorre de Santa Justa até Santa Comba e suas vizinhanças na província do Minho (Museu Paulista, Coleção José Bonifácio, Doc. 290).(Mémoire minéralogique de la chaîne de collines qui s'étendent de Santa Justa jusqu'à Santa Comba et son voisinage dans la province de Minho)
- 1815 - Sobre a necessidade e utilidade do plantio de novos bosques em Portugal.(Sur la nécessité et l'utilité de reboiser au Portugal)
- 1816 - A Primavera.* 1817 - Memória sobre a nova mina de ouro da outra banda do Tejo.(La Primaveira 1817-mémoire sur une nouvelle mine d'or de l'autre côté du Tage)
- 1818 - Memória sobre as pesquisas e lavra dos veios de chumbo de Chacim, Souto, Ventozello, e Villar de Rey na província de Trás-os-Montes.* 1825 (Mémoire sur la recherche et l'exploitation de veines de plomb de Chacim, Souto, Ventozello et Villar de Rey dans la province de Trás-os-Montes)
- s/d - Memória minerográfica sobre o distrito metalífero entre os rios Alva e Zêzere (Museu Paulista, Coleção José Bonifácio, Doc. 291.)(Mémoire minéralogique sur le district métallifère entre les rivières Alva et Zêzere)

### Minéralogie
Espèces décrites :
- Diopside
- Spodumène
- Wernerite déclassé comme variété de scapolite.
- Le minéralogiste américain James Dwight Dana lui a dédié une espèce minérale l'andradite.

## Famille
- Martim Francisco Ribeiro de Andrada (son frère et son gendre)
- Antônio Carlos Ribeiro de Andrada Machado e Silva (son frère)